# Liste der Bodendenkmale in Oschersleben (Bode)
In der Liste der Bodendenkmale in Oschersleben (Bode)  sind alle Bodendenkmale der Stadt Oschersleben und ihrer Ortsteile aufgelistet. Grundlage ist die Auflistung von Johannes Schneider aus dem Jahr 1986 und die Veröffentlichung der Landesdenkmalliste mit Stand vom 25. Februar 2016. Die Baudenkmale sind in der Liste der Kulturdenkmale in Oschersleben (Bode) aufgeführt.

Der Link (Karte oder Lage) führt zu verschiedenen Kartendiensten mit der Position des Kulturdenkmals. Fehlt dieser Link, wurden die Koordinaten noch nicht eingetragen. Sind diese bekannt, können sie über ein Tool mit einer Kartenansicht einfach nachgetragen werden. In dieser Kartenansicht sind Kulturdenkmale ohne Koordinaten mit einem roten bzw. orangen Marker dargestellt und können durch Verschieben auf die richtige Position in der Karte mit Koordinaten versehen werden. Kulturdenkmale ohne Bild sind an einem blauen bzw. roten Marker erkennbar.

| Denkmal-ID | Fundart             | Ortsteil           | Bezeichnung                                               | Zeitstellung           | Lage                                                                                              | Bemerkungen | Bild |
| ---------- | ------------------- | ------------------ | --------------------------------------------------------- | ---------------------- | ------------------------------------------------------------------------------------------------- | --- | ---- |
| ?          |                     | Altbrandsleben     | Hügelgräber (ca. 10)                                      |                        | Im Forst (Lage) (1) (Lage) (2)                                                                    | |      |
| 428310291  | Befestigung > Burg  | Ampfurth           | Schloss Ampfurth                                          | undatiert              | Dorfmitte (alter Ortskern) (Lage)                                                                 | wohl spätes 13. Jh./vielleicht 12. Jh. (erste urkundliche Erwähnung), |      |
| 428310292  | besonderer Stein    | Ampfurth           | zwei Steinkreuze                                          | undatiert              | im Ort, im Chor der Kirche eingemauert, unter dem östlichen Fenster (Lage)                        | Sandstein, beim oberen fehlt der „Kopf“, im Kreuzungsfeld der Arme wurde ein kleines Kreuz reliefartig herausgearbeitet, das zweite Kreuz befindet sich links unter dem oberen Kreuz (Tatzenkreuz) und ist ebenfalls nicht mehr vollständig                        |      |
| 428310293  | Befestigung > Burg  | Ampfurth           | Befestigung?/Burghügel                                    | undatiert              | im Ort, Hügel unter der Kirche (Lage)                                                             | wohl zur Burganlage gehörend. Eventuell Vorgängerburg. Es gab wohl einen Zugang zum Schloss, jetzt zugemauert. Bei dem ältesten Teil der Kirche soll es sich um die ehemalige Burgkapelle handeln.                                                                 |      |
| 428310371  | Grabmal > Grabhügel | Ampfurth           | Mühlenhügel? / Grabhügel? / Burghügel? / Kirchhügel?      | undatiert              | nordöstlich vom Ort ‚Bei der Brandweinsmühle‘ (Lage)                                              | sehr markanter, wohl anthropogen aufgeschütteter Hügel, |      |
| ?          |                     | Emmeringen         | Grabhügel „Kniel“                                         |                        | (Lage)                                                                                            | |      |
| 428310192  | Befestigung > Burg  | Groß Germersleben  | Burganlage                                                | Mittelalter            | östlicher Ortsrand (Kapellenberg, Kirchberg) (Lage)                                               | quadratisch bis rechteckig mit Graben |      |
| 428310249  | besonderer Stein    | Groß Germersleben  | Grenzstein – Kleindenkmal                                 | Neuzeit                | südöstlich des Ortes, an der Straße nach Etgersleben (Lage)                                       | vermutlich Grenzstein („Obelisk“) |      |
| 428310193  | Befestigung > Burg  | Groß Germersleben  | Burganlage                                                | Mittelalter            | südöstlich vom Ort am Steilufer der Bode (Lage)                                                   | Die Anlage befindet sich auf einem Höhenrücken an einem Steilhang zur Bode. |      |
| 428310251  | besonderer Stein    | Groß Germersleben  | preußischer Rundsockelstein                               | Neuzeit                | südöstlich des Ortes, an der Straße nach Etgersleben, links (direkt hinter dem Ortsschild) (Lage) | Bemoost und mit Flechten bewachsen. Alt und neu beschädigt. |      |
| 428310252  | Befestigung > Burg  | Groß Germersleben  | überbaute Wasserburg (Schloss) mit Wirtschaftshof/Gutshof | Mittelalter            | südöstlich des Dorfes, in der Bodeaue (Lage)                                                      | 1765 stand an der jetzigen Stelle des Schlosses ein dreiflügeliger Bau, umgeben von einem „schildförmigen“ Wassergraben. |      |
| 428310250  | besonderer Stein    | Groß Germersleben  | Grenzstein                                                | Neuzeit                | südöstlich des Ortes, links an der Straße nach Etgersleben (Lage)                                 | Der Stein ist bemoost und mit Flechten bewachsen. |      |
| 428310253  |                     | Groß Germersleben  | Kellerberg                                                | Neuzeit                | südöstlich im Ort („Eiskeller“) ()                                                                | Der Hügel besitzt zwei Eingänge und ein Fenster. |      |
| ?          |                     | Groß Germersleben  | Siedlung                                                  | Ur- und Frühgeschichte | „Sülzenbreite“, „Drosteberg“, südsüdöstlich des Orts ()                                           | |      |
| ?          | Befestigung > Burg  | Hordorf            | Abgetragener Burgwall „Alte Burg“                         |                        | Ostsüdöstlich des Orts (Lage)                                                                     | |      |
| ?          | Grabmal > Grabhügel | Hornhausen         | Gräberfeld „Salberg“                                      |                        | Östlich des Orts ()                                                                               | Fundplatz des Reitersteins |      |
| ?          | besonderer Stein    | Klein Oschersleben | Steinkreuz                                                |                        | Vor der Zuckerfabrik ()                                                                           | |      |
| 428310395  | Befestigung         | Neindorf           | Altbergbau? Steinbruch, Hohlweg, evtl. Befestigung        | undatiert              | nordwestlich des Ortes ()                                                                         | fünf Hügel, vermutlich Abraumhalden eines älteren Steinbruchs, zahlreiche Bruchsandsteine an mehreren Stellen, mit Hohlweg |      |
| 428310396  | Grabmal > Grabhügel | Neindorf           | Mühlenhügel oder eventuell Grabhügel                      | undatiert              | nördlich vom Ort, in einem kleinen Busch (Lage)                                                   | Bei dem Hügel handelt es sich möglicherweise um einen Grabhügel oder Mühlenhügel |      |
| ?          | Grabmal > Grabhügel | Neindorf           | Hügelgräber (ca. 3)                                       |                        | Im „Emmeringer Holz“ (Lage)                                                                       | |      |
| 428310399  | Grabmal > Grabhügel | Oschersleben       | Grabhügel                                                 | undatiert              | östlich des Ortes im Hohen Holz ()                                                                | |      |
| ?          | Befestigung > Burg  | Oschersleben       | Überbaute Niederungsburg, ehemaliges Schloss              |                        | Südwestecke der Altstadt (Lage)                                                                   | |      |
| 428310398  | Grabmal > Grabhügel | Oschersleben       | Grabhügel                                                 | undatiert              | östlich von Ottleben im ‚Hohen Holz‘ ()                                                           | Leicht ovale Anhöhe 3 m hoch |      |
| 428310387  | Befestigung         | Peseckendorf       | überbaute Schlossanlage                                   | Neuzeit                | nordwestlich im Ort (Lage)                                                                        | Vorgängerbau 1538 (Johann von der Asseburg), 1813 Abbruch des rechten Flügels, 1859 Abbruch des restlichen Schlosses. Schlosspark aus dem 19. Jh. (260 × 260 m, ohne Teich). Neubau 1906–1909 (Architekt Schulze, Naumburg); erste urkundliche Erwähnung des Gutes |      |
| 428310388  |                     | Peseckendorf       | Hügel                                                     | undatiert              | westlich im Schlosspark (Lage)                                                                    | Auf einem dieser Hügel wurde ein Wasserturm im neugotischen Stil errichtet. |      |
| ?          | Grabmal > Grabhügel | Peseckendorf       | Grabhügel                                                 |                        | westlich im Acker (Lage)                                                                          | Auf einem bewachsenen Hügel, gut sichtbar |      |
| ?          | Befestigung         | Peseckendorf       | Peseckendorfer Warte                                      | undatiert              | westlich des Ortes (Lage)                                                                         | |      |
| 428310370  | Grabmal > Grabhügel | Schermcke          | Hügelgräbergruppe, sieben Grabhügel                       | undatiert              | nördlich vom Ort, im Wald (‚Saures Holz‘) (Lage)                                                  | zwei der Hügel sind durch militärische Fahrzeugstellungen stark gestört |      |
| ?          |                     | Stadt Hadmersleben | Überbaute Höhenburg                                       |                        | Ehemaliges Gut, im Südosten des Orts (Lage)                                                       | |      |
| ?          |                     | Stadt Hadmersleben | Grabhügel                                                 |                        | Südlicher Ortsrand (Lage)                                                                         | |      |
| ?          |                     | Stadt Hadmersleben | Siedlung, Grabstellen                                     |                        | Am „Steilen Ufer“ der Bode, östlich des Orts ()                                                   | |      |
| ?          |                     | Stadt Hadmersleben | Grabanlagen                                               | Neolithikum            | „Krähenberg“, südlich des Orts ()                                                                 | |      |